# عباس أنواري
عباس أنواري (1363- 1447 هـ / 1944- 2025 م) عالم إيراني في الفيزياء، وأستاذ جامعي. 

## سيرته
وُلد عباس أنواري في يوم الاثنين 11 ربيع الأول 1363هـ الموافق 6 مارس (آذار) 1944م. 
حصل على شهادة (دكتوراه) في الفيزياء من جامعة تشالمرز للتكنولوجيا في السويد. شغل منصب مدير جامعة شريف للتكنولوجيا لحِقْبتَين، من 1980 إلى 1982 ومن 1985 إلى 1989.